# Uranotaenia connali
Uranotaenia connali är en tvåvingeart som beskrevs av Edwards 1912. Uranotaenia connali ingår i släktet Uranotaenia och familjen stickmyggor. Inga underarter finns listade i Catalogue of Life.